# Zweiseitige Laplace-Transformation
In der Mathematik bezeichnet man mit der zweiseitigen Laplace-Transformation eine Integraltransformation, die nahe verwandt mit der gewöhnlichen, zur Unterscheidung manchmal auch einseitig genannten, Laplace-Transformation ist. 

## Definition
Für eine reell- oder komplexwertige Funktion {\displaystyle f(t)} einer reellen Variable {\displaystyle t} ist die zweiseitige Laplace-Transformation für alle komplexen Zahlen {\displaystyle s} durch das Integral
{\displaystyle {\mathcal {B}}\left\{f(t)\right\}=F(s)=\int _{-\infty }^{\infty }\mathrm {e} ^{-st}f(t)\mathrm {d} t}
definiert.
Der Unterschied zur gewöhnlichen Laplace-Transformation ist die Integration von {\displaystyle -\infty } bis {\displaystyle \infty }
statt über {\displaystyle (0,\infty )}. 
In der Systemtheorie spielt die zweiseitige Laplace-Transformation, im Gegensatz zur gewöhnlichen einseitigen Laplace-Transformation, nur eine untergeordnete Rolle. Der Grund liegt darin, dass sich in der Physik und Technik ausschließlich auftretende kausale Systeme mit der einseitigen Laplace-Transformation beschreiben lassen. Bei der theoretischen Analyse von nichtkausalen Systemen, dies sind Systeme, die eine Wirkung vor der auslösenden Ursache zeigen, ist die zweiseitige Laplace-Transformation zu verwenden, welche, in Abhängigkeit von der Funktion {\displaystyle f(t)}, für {\displaystyle t\to -\infty } schlechtes Konvergenzverhalten aufweist. Für kausale Systeme ist das Ergebnis der zweiseitigen Laplace-Transformation identisch zu der gewöhnlichen einseitigen Laplace-Transformation. Die zweiseitige Laplace-Transformation tritt außerdem in der Wahrscheinlichkeitstheorie bei momenterzeugenden Funktionen auf.

## Zusammenhang
Mit der Heaviside-Funktion {\displaystyle \epsilon (t)} lässt sich die zweiseitige mit der einseitigen Laplace-Transformation {\displaystyle {\mathcal {L}}\left\{\cdot \right\}} in folgenden Zusammenhang setzen:
{\displaystyle {\mathcal {L}}\left\{f(t)\right\}={\mathcal {B}}\left\{f(t)\epsilon (t)\right\}}
Dazu gleichwertig besteht zwischen den beiden Transformationen folgender Zusammenhang:
{\displaystyle \left\{{\mathcal {B}}f\right\}(s)=\left\{{\mathcal {L}}f(t)\right\}(s)+\left\{{\mathcal {L}}f(-t)\right\}(-s)}
Mit der Mellin-Transformation {\displaystyle {\mathcal {M}}\left\{\cdot \right\}} besteht folgender Zusammenhang:
{\displaystyle \left\{{\mathcal {M}}f\right\}(s)=\left\{{\mathcal {B}}f(e^{-t})\right\}(s)}
und der inversen Beziehung:
{\displaystyle \left\{{\mathcal {B}}f\right\}(s)=\left\{{\mathcal {M}}f(-\ln t)\right\}(s)}